# Bezetting (muziek)
In de muziek bedoelt men met de term bezetting of instrumentarium de aantallen en de types muziekinstrumenten die meespelen, evenals de benodigde stemsoorten van zangsolisten en koorleden.
Een kamerorkest heeft bijvoorbeeld en veel kleinere bezetting dan een symfonieorkest, maar ook tussen symfonieorkesten bestaan grote verschillen in bezetting. Veel klassieke muziek vereist een speciale bezetting: zo schrijft Hector Berlioz voor zijn Symphonie fantastique een bezetting met vier harpen voor.
In een modern symfonieorkest met een normale bezetting vindt men:
- twee groepen violisten
- altviolisten
- cellisten
- bassisten
- verschillende houtblazers en koperblazers
- een of meer slagwerkers

## Code
De benodigde bezetting van een symfonieorkest voor een muziekstuk wordt vaak aangeduid met een code, bijvoorbeeld 3222 4231 pk slg hrp str. Hiermee wordt aangeduid hoeveel blazers van welke soort er zijn en welke overige instrumenten. De blazers staan altijd in de volgorde fluit - hobo - klarinet - fagot - hoorn - trompet - trombone - tuba. In het voorbeeld wordt dus een symfonieorkest bedoeld met drie fluiten, 2 hobo's, 2 klarinetten, 2 fagotten, 4 hoorns, 2 trompetten, 3 trombones, een tuba, pauken, overig slagwerk, harp en strijkers. Met bijvoorbeeld 2(1)2(1)22 2200 wordt bedoeld dat er naast twee fluiten ook een piccolo en naast de twee hobo's ook een althobo meespeelt.
Voor de bezetting van een koor wordt de afkorting SATB gebruikt, wat staat voor sopraan - alt - tenor - bas. Een bezetting van S1S2AT1T2B wijst op een zesstemmig koorwerk met dubbel bezette (1 en 2) sopranen en tenoren. S2 kan verwijzen naar mezzosopraan, dus een iets lagere partij dan die van de sopraan, maar kan ook verwijzen naar een partij die qua bereik even hoog ligt als S1. De afkorting Bar wordt gebruikt om de bariton aan te geven, de stemsoort die tussen tenor en bas ligt. Deze aanduiding komt in koormuziek niet heel frequent voor.
Bij koormuziek wordt in de regel in de partituur niet aangegeven hoeveel zangers er van elke stemsoort nodig zijn. Wel worden er codes gebruikt om de aantallen zangers aan te geven die bijvoorbeeld een gastdirigent wenst, of om de zaaltechnici door te geven hoe de stoelen op het podium ingedeeld dienen te worden. Zo betekent een bezetting van 10 - 8 - 8 - 10 een koor met 10 sopranen, 8 alten, 8 tenoren en 10 bassen.

## Kamermuziek
Naast het muziekensemble bestaan er nog bezettingen voor kleinere groepen muzikanten, bijvoorbeeld:
- pianotrio
- strijkkwartet
- (blazers)kwintet